# Yingkou
Yingkou (en xinès: 营口市, pinyin: Yíngkǒo shì) és una ciutat-prefectura de la província de Liaoning, República Popular de la Xina. Limita al nord amb Panjin, al sud amb Dalian, a l'oest amb Huludao i a l'est amb Anshan. És una ciutat portuària de la Badia de Liaodong, el Riu Liao passa per la ciutat. La seva àrea és de 5.402 km² i la seva població és de 2.420.000 habitants (2012).

## Administració
La ciutat prefectura de Yingkou administra 4 districtes i 2 ciutats municipals.
- Districte Zhànqián 站前区
- DistritoXishi 西市区
- Districte Bayuquan 鲅鱼圈区
- Districte Laobian 老边区
- Ciuadad Dashiqiao 大石桥市
- Ciuadad Gaizhou 盖州市

## Història
Yingkou era coneguda abans com a Niuzhuang (en xinès: 牛庄, pinyin: Niuzhuang, en manxú Ishangga gašan hoton), un dels ports oberts conformement al Tractat de Tianjin de 1858. De fet, la ciutat de Niuzhuangg estava a uns cinquanta quilòmetres aigües amunt del riu Liao. Després que el tractat havia estat signat, els britànics van trobar que el riu a prop de Niuzhuang era massa poc profund per als seus bucs. En canvi, el port tractat va ser traslladat a la zona més a prop de la desembocadura del riu on avui es troba Yingkou.